# Тупоголова ременеподібна змія
Тупоголова ременеподібна змія (Imantodes) — рід неотруйних змій родини Вужеві. Має 6 видів.

## Опис
Загальна довжина представників цього роду коливається від 80 см до 2,1 м. Голова широка, товста. Очі великі. Тулуб тонкий, сплощений, нагадує ремінь. Забарвлення здебільшого яскраве: світло-коричневе, жовтувате, оливкове з темними поперечними смугами. Трапляються особини з майже не помітними смгуами.

## Спосіб життя
Полюбляють вологі та сухі тропічні ліси. Практично усе життя проводять на деревах або чагарниках. Активні вночі. Харчуються ящірками, земноводними, гризунами.
Це яйцекладні змії.

## Розповсюдження
Мешкають у Центральній та Південній Америці.

## Види
- Imantodes cenchoa
- Imantodes gemmistratus
- Imantodes inornatus
- Imantodes lentiferus
- Imantodes phantasma
- Imantodes tenuissimus